# Kiasmos
Kiasmos – islandzko-farerski projekt muzyczny tworzący szeroko pojętą eksperymentalną muzykę elektroniczną. Duet powstał w 2009 z inicjatywy pochodzącego z Islandii Ólafura Arnaldsa i Janusa Rasmussena z Wysp Owczych. Brzmienie Kiasmos łączy takie gatunki jak: electronica, IDM, techno, minimal techno, ambient.

## Historia
Kiasmos tworzą: zdobywca nagrody BAFTA, islandzki kompozytor Ólafur Arnalds, znany z łączenia minimalistycznych kompozycji fortepianowych i smyczkowych z elektronicznymi brzmieniami oraz Janus Rasmussen z Wysp Owczych, znany jako pomysłodawca electropopowego zespołu Bloodgroup. Arnalds, jako inżynier dźwięku, często pracował przy innych projektach Rasmussena, w trakcie których obaj muzycy odkryli wspólne zamiłowanie do muzyki minimalistycznej i eksperymentalnej. W efekcie stali się bliskimi przyjaciółmi, często eksperymentującymi w studio z elektronicznymi dźwiękami.
W 2009 roku duet zadebiutował na rynku muzycznym wydając z angielskim muzykiem, Rivalem Consolesem wspólną EP-kę „65 / Milo”.
W kolejnych latach Ólafur Arnalds i Janus Rasmussen nagrali szereg utworów, występowali również na wybranych festiwalach. Rok 2014 poświęcili na nagranie debiutanckiego albumu, na którym zdołali połączyć i rozwinąć swoją unikalną estetykę brzmieniową, na którą złożyły się: akustyczna, solowa gra fortepianowa Arnaldsa oraz ciężki, syntezatorowy electropop Rasmussena, połączone w całość w ramach projektu Kiasmos, który również dał tytuł debiutanckiemu albumowi. Jego rejestracja miała miejsce w nowo wybudowanym studio Arnaldsa w Reykjavíku. Większość materiału muzycznego została nagrana przy pomocy akustycznych instrumentów obok różnych syntezatorów, automatów perkusyjnych i efektu delay. Znalazła się tu również nagrana na żywo perkusja, kwartet smyczkowy i wspomniany wyżej fortepian. W efekcie muzycy stworzyli ambientową, fakturowaną muzykę, nadającą się zarówno do słuchania, jak i do tańca. Album ukazał się 27 października 2014 roku jako CD, podwójny LP i digital download.
6 października 2017 roku ukazało się kolejne wydawnictwo duetu, EP-ka „Blurred”. Poprzedziły ją dwa lata tras koncertowych. Plan muzyków zakładał napisanie nowego materiału, odrobinę mroczniejszego niż poprzednie utwory. Jednak po zakończeniu sesji nagraniowej w Reykjavíku okazało się, że jest to, jak dotąd (2017), najbardziej pogodne nagranie duetu.
5 lipca 2024 roku, po 10-letniej przerwie, ukazał się drugi album zespołu, II, utrzymany w podobnym, co debiut klimacie nastrojowej muzyki elektronicznej.

## Dyskografia
Lista według strony zespołu na Discogs:

### Albumy
- Kiasmos (2014)
- II (2024)

### Single i EP-ki
- 2009 – „65” / „Milo” (wspólnie z Rivalem Consolesem)
- Thrown (2012)
- Looped EP (2015)
- Swept EP (2015)
- Blurred EP (2017)
- Flown (2024)